# Murghab (distrikt)
Murghab, även Morghab eller Marghab, (persiska: مرغاب) eller Wuluswali-ye Murghab (ولسوالی مرغاب), är ett distrikt i Afghanistan, i provinsen Ghor. Administrativ huvudort är Shoraba.
Distriktet beräknades år 2022 ha omkring 22 000 invånare.